# Zuidpoolcirkel

De rode lijn geeft de zuidpoolcirkel aan.

De zuidpoolcirkel is een van de vijf belangrijke parallellen en een van de twee poolcirkels, zoals aangeduid op kaarten van de Aarde. Alles wat zich binnen deze cirkel bevindt wordt het zuidpoolgebied genoemd. Hieronder valt ook het continent Antarctica
De zuidpoolcirkel loopt op 66½° ten zuiden van de evenaar. Binnen de zuidpoolcirkel gaat de zon, afhankelijk van de breedtegraad, in de zomer op het zuidelijk halfrond een aantal nachten niet onder en komt deze een aantal dagen niet op in de winter. Op de cirkel zelf is dit aantal dagen en nachten één, op de Zuidpool (90° ZB) is dit de helft van het jaar.
Doordat de axiale variatie van de aarde niet constant is, varieert de uiterste plaats waar de zon een dag per jaar niet ondergaat volgens de Milanković-parameters met een periode van 41.000 jaar tussen de 65,5 en 68°. Het laatste minimum was 10.700 jaar geleden op 65,6° en het volgende maximum ligt over 9800 jaar op 67,4°.
Het continent Antarctica vormt een landmassa die het grootste gedeelte van het gebied binnenin de zuidpoolcirkel beslaat.
Evenaar · Poolcirkel · Noordpoolcirkel · Zuidpoolcirkel

Keerkring · Kreeftskeerkring · Steenbokskeerkring